# Национальные чемпионаты по шоссейному велоспорту 2016
Национальные чемпионаты по шоссейному велоспорту 2016 года стартовали традиционно в январе в Австралии и Новой Зеландии. Большинство европейских первенств состоится в июне.

## Победители

### Мужчины
| Страна         | Победитель групповой гонки | Команда чемпиона        | Победитель гонки с раздельным стартом | Команда чемпиона              |
| Австралия      | Джек Бобридж               | Trek-Segafredo          | Роан Деннис                           | BMC Racing Team               |
| Индия          | Манджет Сингх              |                         |                                       |                               |
| Колумбия       | Эдвин Авила                | Team Illuminate         | Вальтер Варгас                        |                               |
| Намибия        | Дэн Крейвен                | Cycling Academy Team    | Тилль Дробиш                          | Christina Jewelry Pro Cycling |
| Новая Зеландия | Жасон Кристье              | Kenyan Riders Downunder | Патрик Бевин                          | Cannondale                    |
| Уругвай        |                            |                         | Агустин Морейра                       |                               |
| ЮАР            | Яко Вентер                 | Dimension Data          | Дэрил Импи                            | Orica-GreenEDGE               |

### Женщины
| Страна         | Победительница групповой гонки | Победительница гонки с раздельным стартом |
| Австралия      | Аманда Спратт                  | Кэтрин Гарфут                             |
| Новая Зеландия | Рашли Буханан                  | Рашли Буханан                             |

### Мужчины до 23 лет
| Страна         | Победитель групповой гонки | Победитель гонки с раздельным стартом |
| Австралия      | Крис Хамильтон             | Каллум Скотсон                        |
| Новая Зеландия |                            | Хайден Маккормик                      |